# الطريقة الغليبية
الطريقة الغالبية أو الطريقة الغليبية هي طريقة صوفية تُعتبر سليلة للطريقتين القادرية والرفاعية - إن القادرية هي أقدم الطرق وأكثرها شعبية في الإسلام- كانت تُعرف بالقادرية الرفاعية حتى انفصلت الطريقة عن مدرستها الأصلية في عام 1993 م، وبدأت تُسمى باسم شيخها غالب حسن كوشجوغلو. يقع المزار المركزي للطريقة في إسطنبول ولها فروع مختلفة في جميع أنحاء تركيا (مثل أنقرة وجوروم وأضنة وغازي عنتاب وكوتاهيا وإسبرطة وأنطاليا). والغالبية حنفية في الفقه ولكن علوية شيعية في التصرف والعقيدة؛ ويتبعون المدارس الماتريدية والأشعرية في مسائل البحث اللاهوتي.

## روابط خارجية
- https://galibi.org.tr/ar/home-galibi/
- https://www.youtube.com/watch?v=1CkTvIGYHWY&t=9s